# Rei Hino
Czarodziejka z Marsa (jap. セーラーマーズ Sērā Māzu; Sailor Mars) – fikcyjna postać z serii mang i anime Sailor Moon autorstwa Naoko Takeuchi. Jej imię to Rei Hino (jap. 火野レイ Hino Rei), oznacza "Dusza Ognia" (czytane hi no rei (jap. 火の霊)).
Czarodziejka z Marsa jako druga z wojowniczek dołączyła do Czarodziejki z Księżyca, jest drugim przywódcą Inner Senshi, po Sailor Venus. Jako Czarodziejka z Marsa włada ogniem i ciepłem, ma także różne zdolności metapsychiczne związane z jej rolą jako miko w świątyni shintō, w której mieszka. Oprócz głównej części serii Sailor Moon, Rei wystąpiła w dwóch innych opowiadaniach, w pierwszym pt. Casablanca Memories, który opowiada o jej przeszłości oraz drugim pt. Rei and Minako's Girls School Battle.

## Opis postaci
| Pierwsze wystąpienie |        |             |             |
| Forma                | Manga  | Anime       | Live-action |
| Rei Hino             | Akt 3  | Odcinek 10  | Akt 2       |
| Sailor Mars          | Akt 3  | Odcinek 10  | Akt 3       |
| Super Sailor Mars    | Akt 36 | Odcinek 143 | —           |
| Księżniczka Mars     | Akt 41 | —           | —           |
| Eternal Sailor Mars  | Akt 42 | —           | —           |
| Evil Sailor Mars     | Akt 50 | —           | —           |

Rei ma 14 lat i uczy się w T.A. Girls' Academy (jap. Ｔ.Ａ女学院 T. A Jogakuin) – prywatnej katolickiej szkole dla dziewcząt. Jest dziewczyną o długich, czarnych włosach i badawczym spojrzeniu. Pracuje jako miko w Hikawa Shrine (jap. 火川神社 Hikawa Jinja), w której także mieszka wraz ze swoim dziadkiem. W mandze okazuje się, że jako dziecko powiedziano jej, że jej imiona to Phobos i Deimos (tak jak dwóch księżyców Marsa). W mandze jest ona przedstawiona jako osoba spokojna, poważna i praktyczna, nieufająca większości ludzi i zniechęcająca swoich przyjaciół do rozwijania relacji. W innych adaptacjach, jej osobowość jest nieco inna. Jej marzeniem jest zostać piosenkarką, modelką, seiyū, aktorką i dobrą żoną. Jest świetną organizatorką.
W szkole uważana jest za idolkę, wszyscy bardzo ją lubią, a przebywanie w jej towarzystwie inni uważają za największy zaszczyt. Rei uwielbia dręczyć i kłócić się z Usagi, ale w rzeczywistości Rei jest bardzo dobrą przyjaciółką Usagi, gotową poświęcić za nią nawet swoje życie.
Rei ma powodzenie u płci przeciwnej. Była zainteresowana Mamoru, z którym chodziła na początku pierwszej serii. Rei jest także obiektem wyraźnego zainteresowania Yūichirō Kumady, młodego chłopaka, który, jak się okazuje, porzucił cały majątek, by dołączyć do świątyni do Rei.
Jej matka zmarła, gdy Rei była bardzo młoda, a jej ojciec jest znanym politykiem, który bardziej dba o swoją pracę niż o swoją córkę, odwiedzając Rei jedynie w dniu jej urodzin. Rei posiada wrodzone zdolności do przewidywania przyszłości, identyfikowania nieznanego wroga i kontaktów z siłami nadprzyrodzonymi (przez czynienie znaków z ognia). Lubi medytacje oraz czytanie poezji — sama także pisze wiersze. Należałoby jeszcze wspomnieć, że Sailor Mars do walki używa także magicznego pergaminu ze świątyni jej dziadka – o-fuda. Czasem pomagają Rei też dwa czarne kruki — Phobos i Deimos (ich imiona pochodzą od nazw księżyców Marsa), które w mandze odgrywają istotną rolę.

### Sailor Mars
Rei dzięki Piórze Transformacji Marsa potrafi zmienić się w Sailor Mars. Nosi strój w odcieniach czerwieni i purpury. Jej osobowość nie różni się od tej sprzed transformacji, chociaż posiada pewne specjalne umiejętności. W języku japońskim planeta Mars nosi nazwę Kasei (jap. 火星): pierwsze kanji znaczy "ogień", a drugie wskazuje na obiekt astronomiczny. Choć użyto rzymskiej nazwy planety, moce Sailor Mars opierają się na ogniu ze względu na ten aspekt japońskiej mitologii.
Z czasem staje się znacznie silniejsza i potężna, Sailor Mars zyskuje dodatkowe moce. Pierwsza zmiana ma miejsce w 36 akcie mangi, kiedy zdobywa Mars Crystal, jej strój staje się podobny do stroju Super Sailor Moon. Nie podano nazwy transformacji. Rei także przemienia się w Sailor Mars dzięki Pałeczce Transformacji Marsa, a jej trzecią i ostatnią przemianą w anime jest Super Sailor Mars dzięki Pałeczce Kryształowej Transformacji Marsa. Ostatnią transformacją Rei jest Eternal Sailor Mars, pojawia się ona tylko w mandze i jest najdoskonalszą postacią Senshi.

### Księżniczka Mars
Księżniczka Mars (jap. プリンセス・マーズ Purinsesu Māzu; Princess Mars) – w mandze Rei była Księżniczką na swojej rodzinnej planecie – Marsie. Była także obrończynią Księżniczki Serenity. W mandze była związana z Jadeite. Jeszcze za czasów Srebrnego Millenium jako księżniczka mieszkała w zamku Phobos Deimos Castle – zamku orbitującym wokół Marsa. Królowa Serenity dała go jej, kiedy Księżniczka się urodziła.

Symbol Marsa.

Okazuje się później w mandze, że kruki Phobos i Deimos są faktycznie pannami z Planety Coronis, wysłanymi w celu ochrony Księżniczki. Przybierają postać kruków w teraźniejszości, aby były w pobliżu Rei.  Phobos i Deimos ujawniają swoje prawdziwe formy podczas dostarczenia Mars Crystal do Rei i odnoszą się do niej używając jej tytuł księżniczki.
Ona i Minako potwierdzają, że nie potrzebują mężczyzn, ponieważ poświęciły swoje życie obowiązku chronienia Usagi.

## Transformacja

### Anime
- Mars Power, Make Up! (jap. マーズ・パワー・メイク・アップ Māzu Pawā Meiku Appu; Potęgo Marsa, działaj!)[2]
- Mars Star Power, Make Up! (jap. マーズ・スター・パワー・メイク・アップ Māzu Sutā Pawā Meiku Appu; Gwiezdna Potęgo Marsa, działaj!)[11]
- Mars Crystal Power, Make Up! (jap. マーズ・クリスタル・パワー・メイク・アップ Māzu Kurisutaru Pawā Meiku Appu; Kryształowa Potęgo Marsa, działaj!)[13]

### Manga
- Mars Power, Make Up! (jap. マーズ・パワー・メイク・アップ Māzu Pawā Meiku Appu; Potęgo Marsa, Przemień Mnie!)
- Mars Star Power, Make Up! (jap. マーズ・スター・パワー・メイク・アップ Māzu Sutā Pawā Meiku Appu; Gwiezdna Potęgo Marsa, Przemień Mnie!)
- Mars Planet Power, Make Up (jap. マーズ・プラネット・パワー・メイク・アップ Māzu Puranetto Pawā Meiku Appu; Planetarna Potęgo Marsa, Przemień Mnie!)[14]
- Mars Crystal Power, Make Up! (jap. マーズ・クリスタル・パワー・メイク・アップ Māzu Kurisutaru Pawā Meiku Appu; Kryształowa Potęgo Marsa, Przemień Mnie!)

## Ataki
- Fire Soul! (jap. ファイヤー・ソウル Faiyā Sōru; Potęgo Ognia!)[2]
- Rin, Pyō, Tō, Sha, Kai, Jin, Retsu, Zai, Zen! Akuryō Taisan! (jap. 臨兵闘者皆陣列在前！悪霊退散 Akuryō Taisan; A Kysz, Zły Duchu!)[15]
- Fire Sould Bird! (jap. ファイヤー・ソウル・バード Faiyā Sōru Bādo; Potęgo Ognia!)[16]
- Burning Mandala! (jap. バーニング・マンダラー Bāningu Mandarā; Płonąca Mandala!)[11]
- Mars Snake Fire! (jap. マーズ・スネイク・ファイア Māzu Suneiku Faia; Ognisty wąż Marsa!) (jedynie w mandze)[17]
- Mars Flame Sniper! (jap. マーズ・フレイム・スナイパー Māzu Fureimu Sunaipā; Ognisty Łuk!)[13]

## Przedmioty

### Transformacja
- Pióro Transformacji Marsa (jap. マーズ変身ペン Māzu Henshin Pen; Mars Transformation Pen) – przypomina zwykłe pióro, ale jest zakończone małym, czerwonym kamieniem, który świeci się w czasie transformacji. Rei znajduje je przypadkiem na chodniku prowadzącym do świątyni Hikawa, gdzie zostawiła je Luna, zastanawiająca się czy waleczna kapłanka nie jest Księżniczką, której szuka. Dzięki niej Rei zmienia się w Sailor Mars[12].
- Pałeczka Gwiezdnej Transformacji Marsa (jap. マーズ・スター・パワー・スティック Māzu Sutā Pawā Sutikku; Mars Star Power Stick) – różdżka z czerwoną rękojeścią, zwieńczoną złotą koroną oraz ze złotą główką w kształcie pięcioramiennej gwiazdy z czerwonym kamieniem w środku. Rei dostaje ją od Luny i Artemisa. Jak i pióro pozwala Rei zmieniać się w Czarodziejkę z Marsa, która jednak posiada większą moc i silniejsze ataki[18].
- Pałeczka Kryształowej Transformacji Marsa (jap. マーズ・クリスタル・チェンジ・ロッド Māzu Kurisutaru Chenji Roddo; Mars Crystal Change Rod) – różdżka o różowej rękojeści ze złotymi zdobieniami i czerwonawymi skrzydełkami, zwieńczona czerwonym kryształem, na którym znajduje się jeszcze główka w postaci złotej pięcioramiennej gwiazdy. Czarodziejka otrzymuje ją, gdy Pegaz swoją mocą zmienia poprzednią pałeczkę. Ta różdżka pozwala Rei zmieniać się w Super Czarodziejkę z Marsa, która jest ostateczną formą Czarodziejki w anime[9].
- Kryształ Marsa (jap. マーズ・クリスタル Māzu Kurisutaru; Mars Crystal) – kryształ Senshi. Rei użyła go do transformacji w Eternal Sailor Mars.

### Ataki
- Strzała Marsa (jap. マーズ・アロー Māzu Arō; Mars Arrow) – przedmiot w kształcie strzały używany przez Super Sailor Mars, a w mandze również przez Eternal Sailor Mars, do przeprowadzania ataku Mars Flame Sniper[9]. Gdy Czarodziejka wyceluje strzałą w kierunku wroga, może ona owijać swoich przeciwników ogniem. W mandze Mars zdobywa go podczas bitwy z Tiger Eye, natomiast w anime po raz pierwszy pojawia się, gdy Czarodziejka walczy z VesVes. Należy zaznaczyć, iż w mandze przedmiot jest rzeczywistą rozżarzoną strzałą, natomiast w anime składa się z czerwonej energii ognia. Symbol łuku i strzały widoczny jest także na Kryształowej Pałeczce Transformacji Marsa.

### Inne
- Urządzenia Komunikacyjne (jap. 通信機 Tsūshin-ki; Communication Device)
- Zegarek Komunikacyjny (jap. 腕時計型の通信機 Udedokei Kata no Tsūshin-ki; Communication Watch)
- Pergamin O-fuda (jap. 御札 Ofuda; O-fuda Parchment)[12]

## Aktorki
W pierwszym anime głosu Rei użyczyła Michie Tomizawa, a w serialu Sailor Moon Crystal – Rina Satō.
W musicalach Sailor Moon w jej rolę wcieliły się aktorki: Hiroko Nakayama, Misako Kotani, Asuka Umemiya, Hiromi Sakai, Eri Kanda, Megumi Yoshida, Aiko Kawasaki, Risa Honma, Kanon Nanaki oraz Karen Kobayashi.
W serialu Bishōjo senshi Sailor Moon rolę Rei odegrała Keiko Kitagawa.

## Odbiór
W 1993 roku, w 15. Anime Grand Prix, organizowanym przez magazyn Animage, postać Rei Hino zajęła 6. miejsce w kategorii: najlepsza postać żeńska. Rok później była dziesiąta. W pierwszym oficjalnym sondażu popularności postaci z serii Sailor Moon, Sailor Mars była czternastą najbardziej popularną postacią z trzydziestu ośmiu pozycji.